# Invasione turca di Cipro
L'invasione turca di Cipro, che iniziò il 20 luglio 1974, fu la risposta della Turchia al colpo di Stato militare (ordinato dalla dittatura dei colonnelli greca ed eseguito dalla Guardia nazionale cipriota e dall'EOKA B) che aveva deposto il presidente cipriota, l'arcivescovo greco-ortodosso Makarios, alterando gli equilibri faticosamente raggiunti con il Trattato di Zurigo e Londra del 1960 tra il Regno Unito, ex potenza coloniale, la Grecia e la Turchia, a cui facevano riferimento per lingua, cultura e politica le due comunità isolane (percentualmente, la comunità greco-cipriota costituiva all'incirca il 78% dell'intera popolazione e quella turca il 22%). In quel trattato si legittimava l'intervento militare di ciascun garante in caso di sensibile alterazione dello status politico dell'isola mediterranea. L'intervento, giudicato dalla Grecia e dai suoi sostenitori un'invasione, fu invece chiamato dalla Turchia Operazione di pace a Cipro (turco Kıbrıs Barış Harekâtı) o semplicemente Operazione Cipro (Kıbrıs Harekâtı), mentre il nome in codice dato dalle forze armate turche fu Operazione Attila (Atilla Harekâtı).
L'intervento portò alla cattura e all'occupazione della parte settentrionale dell'isola da parte dei turchi. Le forze turche sbarcarono a Cipro, sulla spiaggia di Pentemili, a ovest di Kyrenia, il 20 luglio e conquistarono in 2 giorni circa il 3% dell'isola prima che venisse dichiarato il cessate il fuoco. La giunta militare greca crollò e fu sostituita da un governo civile. In seguito alla rottura dei colloqui di pace, le forze turche ampliarono la loro testa di ponte originaria nell'agosto 1974, conquistando circa il 36% dell'isola. La linea del cessate il fuoco dall'agosto 1974 divenne la Linea Verde delle Nazioni Unite a Cipro. Circa 150 000 persone (pari a più di un quarto della popolazione totale di Cipro e a un terzo della sua popolazione greco-cipriota) dovettero abbandonare la parte settentrionale dell'isola, dove i greco-ciprioti costituivano l'80% della popolazione. Nel corso dell'anno successivo, invece, circa 60 000 turco-ciprioti, pari alla metà della popolazione turco-cipriota, dovettero trasferirsi dal sud al nord dell'isola.
L'invasione turca si concluse con la spartizione di Cipro lungo la Linea Verde, monitorata dalle Nazioni Unite, che tuttora divide Cipro, e la formazione di un'amministrazione autonoma turco-cipriota de facto nel nord. Nel 1983 la Repubblica Turca di Cipro del Nord dichiarò l'indipendenza, sebbene la Turchia sia l'unico Paese a riconoscerla. La comunità internazionale considera il territorio di Cipro del Nord come un territorio occupato dalla Turchia nella Repubblica di Cipro. L'occupazione è considerata illegale dal punto di vista del diritto internazionale ed equivale a un'occupazione illegale del territorio dell'Unione europea da quando Cipro ne fa parte.

## Contesto
Nel 1571 i Greci di Cipro furono assoggettati all'Impero ottomano, a seguito degli esiti della Guerra di Cipro (1570-1573), facente parte delle Guerre turco-veneziane. Dopo 300 anni di governo ottomano, l'isola e la sua popolazione furono poi ceduti al Regno Unito in ottemperanza alla convenzione di Cipro, un accordo raggiunto durante il Congresso di Berlino del 1878 tra il Regno Unito e l'Impero Ottomano. Il Regno Unito annetté formalmente Cipro (assieme al Chedivato di Egitto e Sudan) il 5 novembre 1914 come rappresaglia per la decisione ottomana di allearsi con gli imperi centrali nella prima guerra mondiale. Di conseguenza l'isola divenne un protettorato e poi una colonia della Corona britannica, conosciuta come Cipro britannica. L'articolo 20 del trattato di Losanna del 1923 segnò la fine delle pretese turche sull'isola: l'articolo 21 del Trattato dava alla minoranza turca dell'isola la possibilità di scegliere di lasciare Cipro e vivere come Turchi in Turchia oppure di restare sull'isola come sudditi britannici. 

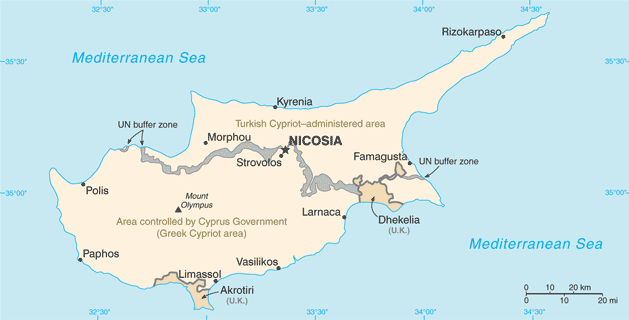
Mappa indicante la divisione della Repubblica di Cipro.

A quel tempo la popolazione dell'isola era composta da greci e turchi, che si vedevano come appartenenti alla loro rispettiva madrepatria. Tuttavia le élite di entrambe le comunità condividevano l'idea di essere socialmente più progredite (meglio istruite e meno conservatrici) dei loro compatrioti di Grecia e Turchia. Greco-ciprioti e turco-ciprioti vissero pacificamente gli uni accanto agli altri per molti anni.
Le tre componenti dell'isola – greco-ciprioti, turco-ciprioti e britannici – parteciparono alla trasformazione delle due comunità etniche dell'isola in due componenti nazionali: l'istruzione, le pratiche coloniali britanniche e l'insegnamento religioso delle due comunità etniche, accompagnarono strettamente lo sviluppo economico di Cipro. L'istruzione è stata forse la componente più influente, in quanto ha interessato i ciprioti durante l'infanzia e la giovinezza ed è stata un veicolo principale per trasferire l'ostilità intercomunitaria. Anche la politica di Londra facilitò la polarizzazione etnica, applicando l'antico ma non sempre intelligente principio del divide et impera, agevolando l'antagonismo tra greci e turchi per impedire l'alleanza delle due componenti ai suoi danni.
Per esempio, quando i greco-ciprioti si ribellarono negli anni Cinquanta, le autorità coloniali britanniche rafforzarono la Polizia Ausiliaria e, nel settembre del 1955, istituirono la Riserva Mobile Speciale, per la quale furono reclutati esclusivamente elementi turco-ciprioti, per contrastare l'EOKA.
Sebbene lo sviluppo economico e l'aumentata istruzione riducessero il confessionalismo delle due comunità, l'aumento del nazionalismo mantenne tra le due componenti isolane una spiccata contrapposizione. Il nazionalismo turco laico era al centro del programma rivoluzionario attuato dal padre della moderna Turchia, Mustafa Kemal Atatürk (1881-1938), e attrasse i turco-ciprioti che ne seguirono i principi.
L'educazione tradizionale basata sui principi della religione islamica fu abbandonata progressivamente e sostituita da una secolarizzata, del tutto privata dalle sue componenti originariamente arabe e persiane, a vantaggio della sola componente turca. I turco-ciprioti rapidamente adottarono il programma laico del nazionalismo della Turchia repubblicana.

### Anni cinquanta
Ai primi degli anni cinquanta, fu creato un gruppo nazionalista greco chiamato Ethniki Organosis Kyprion Agoniston (EOKA, ossia "Organizzazione Nazionale dei Combattenti Ciprioti"). Il loro obiettivo era quello di indurre la Gran Bretagna a lasciare l'isola e in seguito di integrare Cipro con la Grecia. Alcuni dei membri dell'EOKA assassinarono vari turco-ciprioti che si riteneva fossero collusi con la potenza coloniale, ma anche greco-ciprioti di sinistra. L'EOKA voleva eliminare ogni ostacolo che si frapponesse al suo intento d'indipendenza e di fusione con la Grecia. L'EOKA avviò le sue attività di guerriglia con attentati dinamitardi 1º aprile del 1951, attuando le direttive del Primo ministro greco Stefanopoulos.
Il primo incontro segreto tra membri dell'EOKA fu avviato sotto la presidenza dell'arcivescovo Makarios III ad Atene il 2 luglio 1952. A seguito di quell'incontro fu creato un "Consiglio della Rivoluzione" il 7 marzo 1953. Ai primi del 1954 giunse a Cipro un carico segreto di armi, di cui era a piena conoscenza il governo greco. Il tenente Georgios Grivas, già ufficiale dell'esercito greco, sbarcò sotto segrete spoglie sull'isola il 9 novembre 1954 e subito dopo iniziò la campagna armata dell'EOKA contro le forze coloniali britanniche.
Il primo turco ad essere ucciso dall'EOKA il 21 giugno 1955 era un poliziotto. Dopo il pogrom d'Istanbul del settembre 1955, che colpì anche la minoranza greca di Istanbul, l'EOKA iniziò le sue attività contro i turco-ciprioti. Un anno dopo l'EOKA rinnovò il suo tentativo di liberare Cipro dal dominio britannico. Nel gennaio 1957, le forze dell'EOKA cominciarono a colpire e uccidere la polizia turco-cipriota deliberatamente per provocare rivolte a Nicosia e distogliere l'attenzione dell'esercito britannico dalle sue posizioni sulle alture. Durante i disordini, almeno un greco-cipriota fu ucciso, il che fu presentato dal governo greco-cipriota come un atto di aggressione turca. L'organizzazione turca Türk Mukavemet Teşkilatı (Movimento di Resistenza Turco, MRT), costituita inizialmente come iniziativa locale per impedire l'Enōsis, vista dai turco-ciprioti come una minaccia esistenziale a causa dell'esodo dei musulmani cretesi da Creta una volta che si sarebbe realizzata l'unione con la Grecia, dichiarò guerra ai ribelli greco-ciprioti. In seguito, il MRT sarà supportato e organizzato direttamente dal governo turco.
Il 12 giugno 1958, otto civili greco-ciprioti del villaggio di Kondemenos, che erano stati arrestati dalla polizia britannica in quanto parte di un gruppo armato sospettato di preparare un attacco contro il quartiere turco-cipriota di Skylloura, furono trucidati dal MRT nei pressi del popoloso villaggio turco-cipriota di Geunyeli, dopo che erano stati portati lì dalle autorità britanniche, dopodiché il governo turco ordinò al MRT di far saltare in aria gli uffici della stampa turca a Nicosia per fare accusare falsamente i greco-ciprioti dell'attentato e impedire così negoziati per l'indipendenza dell'isola.
Iniziò anche una sequela di uccisioni di eminenti personalità turco-cipriote favorevoli all'indipendenza di Cipro. L'anno seguente, dopo la conclusione degli accordi per l'indipendenza di Cipro, la marina militare turca inviò a Cipro una nave carica di armi per il Movimento di Resistenza Turco. La nave fu bloccata e l'equipaggio colto in flagrante in quello che fu chiamato "incidente Deniz" (che in lingua turca significa “mare”). Il governo britannico finì nel 1960, quando l'isola fu dichiarata Stato indipendente in base al Trattato di Zurigo e Londra.
La Costituzione della Repubblica di Cipro del 1960 non superò neppure il terzo anno di vita. I greco-ciprioti esprimevano la loro contrarietà ai comuni turco-ciprioti, consentiti dal Regno Unito nel 1958, prima della fine della loro dominazione, considerati dai greci isolani come il primo passo verso la partizione (il cosiddetto Taksim) che essi osteggiavano.
I greco-ciprioti, inoltre, rimproveravano al Regno Unito di aver concesso a suo tempo troppi posti pubblici a cittadini turco-ciprioti: il 30% complessivo, cioè più del 18,3% costituito dai turco-ciprioti rispetto al totale complessivo della popolazione di Cipro. Inoltre il posto di vicepresidente assegnato a un turco-cipriota (nella fattispecie Rauf Denktaş) prevedeva non senza logica anche il diritto di veto in questioni di grande importanza che avessero coinvolto tutta la popolazione dell'isola.

### 1963-1974
Nel dicembre del 1963, il Presidente della Repubblica di Cipro, Makarios, propose tredici emendamenti costituzionali al Trattato di Zurigo e Londra, dopo che il governo cipriota ebbe ricevuto il veto dei turco-ciprioti, vanificando qualsiasi importante riforma e il bilancio federale. Makarios credeva che ciò avrebbe facilitato il funzionamento della macchina statale. I greco-ciprioti avevano designato il piano Akritas per riformare la Costituzione cipriota, riducendo i diritti della comunità turco-cipriota, ritenuti eccessivi. Gli emendamenti avrebbero voluto coinvolgere maggiormente la minoranza turco-cipriota, inclusa una revisione delle aliquote etniche nel governo isolano, eliminando il potere di veto presidenziale e vicepresidenziale. Tali emendamenti vennero rifiutati dai turchi-ciprioti e la rappresentanza turca abbandonò anzi la compagine governativa, sebbene sussistano interrogativi sul fatto che ciò fosse avvenuto per libera scelta o dietro minaccia della Guardia Nazionale, tutt'altro che imparziale. La Costituzione del 1960 fu di fatto disapplicata e le violenze intercomunitarie proseguirono. La Turchia, il Regno Unito e la Grecia - garanti degli accordi che avevano condotto all'indipendenza di Cipro – pensarono addirittura a un intervento pacificatore della NATO, al comando del Generale Peter Young.
Tra il 21 e il 26 dicembre 1963, il conflitto, in quello che passò alla storia come natale di sangue di Cipro, ebbe come suo baricentro l'area suburbana di Nicosia, chiamata Omorphita, che era stata una regione sottoposta a gravi tensioni nel 1958. I dimostranti che vi parteciparono furono greco-ciprioti e turco-ciprioti, nonché appartenenti al MRT, noti come "combattenti" durante la disputa cipriota precedente all'indipendenza. L'elemento turco era decisamente inferiore quanto a numeri e fu in qualche misura costretto all'interno dei propri "ghetti" dalla superiorità delle forze greco-cipriote, assai meglio armate con le armi sequestrate all'EOKA dal Regno Unito, nel corso delle attività paramilitari messe in atto prima del 1960. Molti civili greci e turchi furono vittima dell'ostilità armata e del caos che seguì agli scontri. Il governo turco di Ankara usò gli avvenimenti come scusa per negare il permesso di residenza a circa 12 000 cittadini greci che vivevano a Istanbul e per procedere alla confisca delle loro proprietà.
Tanto il Presidente Makarios quanto il dott. Küçük lanciarono appelli per la pace, ma essi rimasero inascoltati. Nel frattempo, a una settimana dallo scoppio delle violenze, un contingente delle forze armate di Ankara presente, come nella sua legittima veste di garante a Cipro, lasciò i propri acquartieramenti e prese posizione nei punti maggiormente strategici dell'isola, da Nicosia alla strada di Kyrenia, la storica arteria dell'isola di Cipro. Tale via era talmente cruciale per gli alti comandi turchi che i militari ne mantennero il controllo fino al 1974, sì da trasformarli in un essenziale strumento di collegamento al momento dell'intervento militare di Ankara. Dal 1963 al momento dell'Operazione Atilla del 20 luglio 1974, i greco-ciprioti che avessero voluto usare quella strada potevano farlo solo se accompagnati da un convoglio delle Nazioni Unite.
Settecento ostaggi turchi, inclusi donne e bambini, furono presi dai suburbi settentrionali di Nicosia. Questi scontri risultarono nella morte di 364 turco-ciprioti e 174 greco-ciprioti, mentre furono distrutti 109 villaggi turco-ciprioti o misti e restarono sfollati 25 000 - 30 000 turco-ciprioti. Il britannico Daily Telegraph più tardi definì tutto ciò come il "pogrom anti-turco".
Ancora una volta la Turchia tornò a meditare sulla sua idea di giungere a una partizione di Cipro. La Turchia fu sul punto d'invadere l'isola allorché il Presidente statunitense Lyndon B. Johnson affermò, in un suo famoso messaggio del 5 giugno 1964, che gli USA erano ostili a una possibile invasione, dichiarando che egli non si sarebbe mosso in aiuto della Turchia se un'invasione di Cipro avesse condotto a un conflitto con l'Unione Sovietica. Un mese dopo, nel quadro di un piano approntato dal Segretario di Stato Dean Rusk, furono avviati negoziati tra Grecia e Turchia.
La crisi comportò la fine del coinvolgimento dei turco-ciprioti nell'amministrazione cipriota, la natura di questo evento è ancora controversa. In alcune aree, i greci ciprioti impedirono ai turco-ciprioti di spostarsi e di entrare in edifici governativi, mentre alcuni turco-ciprioti si rifiutarono volontariamente di ritirarsi a causa delle richieste dell'amministrazione turco-cipriota. I turco-ciprioti iniziarono a vivere nelle enclavi turche cipriote, in diverse aree bloccate dalla Guardia Nazionale e sostenute direttamente dalla Turchia. La struttura della Repubblica fu modificata unilateralmente da Makarios e Nicosia restò divisa dalla Linea Verde, con il dispiegamento di truppe dell'UNFICYP. In risposta a ciò, gli spostamenti da e per le enclaves e l'accesso ai servizi di base divennero sempre più limitati dalle forze greche. I combattimenti scoppiarono nuovamente nel 1967, quando i turco-ciprioti spinsero per una maggiore libertà di movimento. Ancora una volta, la situazione non si risolse finché la Turchia non minacciò di invadere il Paese, sostenendo che avrebbe protetto la popolazione turca dalla pulizia etnica che sarebbe stata operata dalle forze greco-cipriote. Per evitare ciò, si raggiunse un compromesso per cui la Grecia fu costretta a ritirare alcune delle sue truppe dall'isola, Georgios Grivas, leader dell'EOKA, fu costretto ad abbandonare Cipro e il governo cipriota fu costretto ad eliminare alcune restrizioni di movimento e di accesso ai servizi per la minoranza turca.

## Colpo di Stato militare e invasione turca

### Il golpe del luglio 1974

Mappa delle aree di attività del MRT in occasione dell'intervento militare turco a Cipro del 1974.

Nella primavera del 1974, i servizi segreti greco-ciprioti scoprirono che l'EOKA-B stava progettando un colpo di Stato (Operazione Niki) ai danni del Presidente Makarios con la complicità della Giunta militare greca.
La giunta greca s'era impadronita del potere con un colpo di Stato militare nel 1967, condannato dall'intera Europa ma poteva contare sul sostegno neppure troppo velato della CIA e degli Stati Uniti. Nell'autunno del 1973, dopo la rivolta studentesca del 17 novembre nel Politecnico di Atene vi fu un ulteriore colpo di scena nella capitale greca, per cui la giunta originale era stata rimpiazzata da una più oscurantista, guidata dal Capo della Polizia Militare, il Brig. Dimitrios Ioannides, malgrado restasse come capo di Stato il Generale Phaedon Gizikis. Ioannides credeva che Makarios non fosse più un sostenitore dell'Enōsis e lo sospettava di simpatie comuniste. Ciò portò Ioannides ad appoggiare l'EOKA-B e la Guardia Nazionale Cipriota nel loro intento di deporre Makarios.
Il 2 luglio 1974, Makarios scrisse una lettera aperta al Presidente golpista greco Gizikis lamentando senza mezzi termini il fatto che i quadri del regime militare greco sostenessero e dirigessero le attività dell'organizzazione terroristica EOKA-B. Egli ordinò anche alla Grecia di richiamare i suoi 600 ufficiali della Guardia Nazionale Cipriota. Il governo golpista greco rispose accelerando la realizzazione del golpe anti-Makarios. Il 15 luglio 1974 intere sezioni della GNC, guidate da ufficiali greci, rovesciarono il governo di Makarios.
Makarios scampò a malapena alla morte nel corso dell'attacco e abbandonò il palazzo presidenziale a bordo di un taxi dopo aver scortato un automezzo di scolari fuori dall'edificio e si recò a Paphos, dove i britannici riuscirono a recuperarlo con un elicottero Westland Whirlwind nel pomeriggio del 16 luglio per portarlo dalla loro base di Akrotiri a quella della Royal Air Force a Malta a bordo di un trasporto Armstrong Whitworth AW.660 Argosy e quindi alla volta di Londra su un De Havilland Comet la mattina dopo.
Nel frattempo Nikos Sampson fu dichiarato Presidente provvisorio del nuovo governo golpista. Sampson era un ultra-nazionalista greco-cipriota, noto per il suo fanatismo anti-turco e per aver preso parte ad azioni violente contro civili turco-ciprioti nei primi conflitti interetnici.
Il regime di Sampson s'impadronì delle stazioni radio da cui divulgò la falsa informazione che Makarios era stato ucciso, mentre il deposto presidente, ormai a Londra, riusciva a far sentire la sua voce ai suoi compatrioti. Si calcola che le vittime dell'azione siano state 650 circa, uccise o ferite, ma ad esse si devono aggiungere alcuni dei 2 000 sostenitori di Makarios - tra cui dei membri dell'AKEL (il Partito comunista cipriota) - caduti o imprigionati nei giorni seguenti, in attuazione dell'ideologia dei militari golpisti di Atene, anticomunisti, mentre i turco-ciprioti non furono coinvolti dall'azione, poiché Ioannides non voleva provocare una reazione turca.
In risposta al golpe, il Segretario di Stato USA Henry Kissinger inviò Joseph Sisco a cercare di mediare nel conflitto. La Turchia sottopose una serie di richieste alla Grecia attraverso il mediatore statunitense, richiedendo l'immediata rimozione di Nikos Sampson, il ritiro dei 650 ufficiali greci dalla Guardia Nazionale Cipriota, l'ingresso di truppe turche incaricate di proteggere la popolazione turco-cipriota, uguali diritti per entrambe le comunità dell'isola e l'accesso al mare lungo le coste settentrionali cipriote per la popolazione turca isolana. Queste richieste furono respinte come inaccettabili intromissioni turche negli affari interni ciprioti. La Turchia, guidata dal Primo ministro Bülent Ecevit, chiese allora al Regno Unito di far valere le clausole di garanzia che avevano portato all'indipendenza di Cipro e che avrebbero previsto in casi come questo l'intervento congiunto. Londra rifiutò di dar corso a quella richiesta e negò ad Ankara l'uso delle sue basi sull'isola nel caso di applicazione del diritto d'intervento "restauratore" riservato come ultima ipotesi a Londra, Atene o Ankara, ma comunicò alla Turchia che non aveva nulla contro un'azione unilaterale di quest'ultima.
Secondo il diplomatico americano James W. Spain, alla vigilia dell'invasione turca il presidente degli Stati Uniti Richard Nixon avrebbe inviato una lettera a Bülent Ecevit che non solo avrebbe ricordato la lettera di Lyndon B. Johnson a İsmet İnönü durante la crisi di Cipro del 1963-64, ma sarebbe stata anche più dura nel contenuto. Tuttavia, la lettera di Nixon non sarebbe mai giunta nelle mani del primo ministro turco e nessuno ne ha mai sentito parlare in seguito.

### Prima invasione turca (luglio 1974)

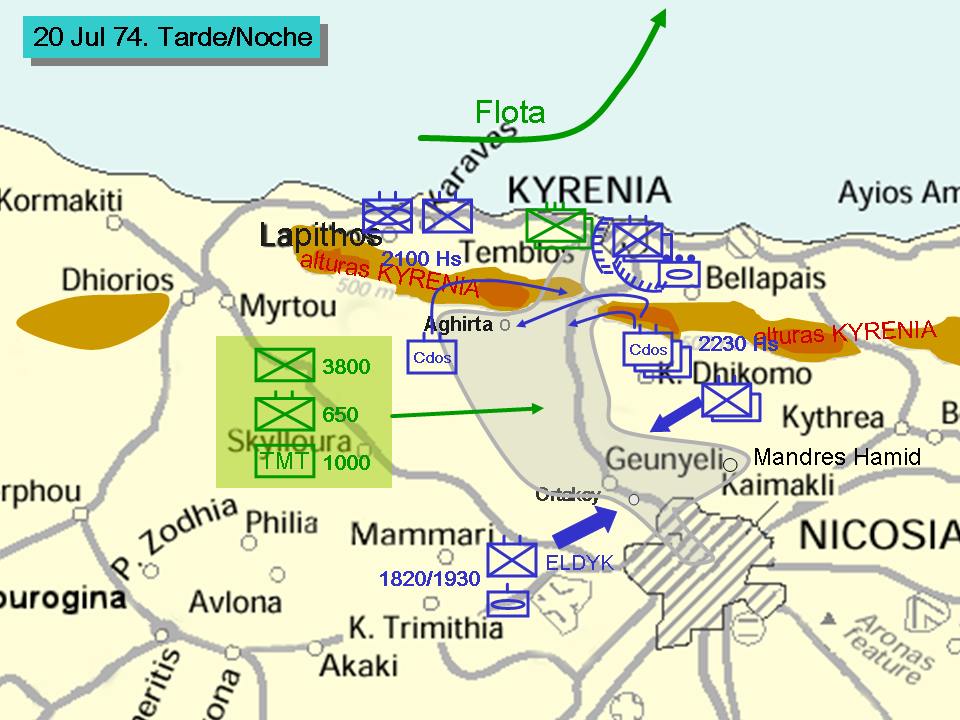
Posizione delle forze turche durante le ultime ore del 20 luglio 1974.

La Turchia invase Cipro sabato 20 luglio 1974. Le truppe di terra sbarcarono rapidamente poco ad ovest di Kyrenia (Girne) sulla costa settentrionale cipriota, incontrando una certa resistenza da parte delle truppe greche e greco-cipriote. Ankara invocò il suo diritto d'intervento, in base al Trattato di garanzia, per proteggere la comunità turco-cipriota e garantire l'indipendenza di Cipro: affermazione contestata da Atene. L'operazione, il cui nome in codice era Operazione Atilla, fu chiamata nella zona turca di Cipro “Operazione di pace del 1974”.
Le forze turche dispiegarono una chiara e decisa strategia, costringendo numerosi greco-ciprioti a riparare nel sud dell'isola. Tre giorni più tardi fu raggiunto un accordo di cessate il fuoco, quando l'esercito turco aveva posto sotto il proprio controllo il 3% del territorio di Cipro, in una sottile striscia tra Kyrenia e Nicosia, e cinquemila greco-ciprioti erano stati costretti a lasciare le proprie abitazioni.
Il Consiglio di Sicurezza delle Nazioni Unite poté infatti ottenere un cessate il fuoco il 22 luglio, quando i militari di Ankara avevano conquistato uno stretto corridoio tra Kyrenia e l'enclave turca a Nicosia. Durante i giorni seguenti, in violazione del cessate il fuoco deciso con la Risoluzione 353 delle Nazioni Unite, l'esercito turco occupò ulteriore territorio.
Il 20 luglio, i 10 000 abitanti dell'enclave turco-cipriota di Limassol si arresero alla Guardia Nazionale Cipriota. In seguito a ciò, secondo testimoni oculari turco-ciprioti e greco-ciprioti, il quartiere turco-cipriota fu incendiato, le donne violentate e i bambini uccisi. In seguito, 1 300 turco-ciprioti furono rinchiusi in un campo di prigionia. L'enclave di Famagosta subì bombardamenti e la città turco-cipriota di Leuka fu occupata dalle truppe greco-cipriote.
Secondo il Comitato internazionale della Croce Rossa, i prigionieri di guerra presi in questa fase (e prima della seconda parte dell'invasione) comprendevano 385 greco-ciprioti trasferiti ad Adana, 63 greco-ciprioti nella prigione di Saray e 3 268 turco-ciprioti in vari campi di Cipro. Nella notte tra il 21 e il 22 luglio 1974, un battaglione di commando greci fu trasportato a Nicosia da Creta con un'operazione clandestina di trasporto aereo.
Il 23 luglio 1974 la Giunta militare greca collassò, per lo più proprio a causa degli eventi di Cipro. I leader politici greci in esilio cominciarono a tornare in patria. Il 24 luglio 1974 Kōnstantinos Karamanlīs ritornò da Parigi e ricevette subito l'incarico di Primo ministro. Egli si dichiarò ostile a un coinvolgimento bellico del suo Paese, dal momento che le forze turche erano assai più potenti di quelle greche. Poco dopo, Nikos Sampson dovette abbandonare la Presidenza e Glafcos Clerides assunse temporaneamente il ruolo di Presidente di Cipro.
Il primo turno di trattative di pace ebbe luogo a Ginevra (Svizzera) dal 25 al 30 luglio 1974, alla presenza del rappresentante dei greco-ciprioti, Glafcos Clerides, di quello dei turco-ciprioti, Rauf Denktaş, e del ministro degli Esteri turco, Turan Güneş. I colloqui mostrarono l'impossibilità di giungere a un compromesso e al secondo giro di trattative, che cominciò il 14 agosto di quello stesso anno, la Turchia chiese al governo di Nicosia di accettare il suo piano mirante alla costituzione di un'entità federale e a un opportuno spostamento di parte della popolazione, per consentire alle due comunità di vivere in modo maggiormente compatto e omogeneo. Quando il presidente provvisorio cipriota Clerides chiese un periodo di 36-48 ore per consultare Atene e i leader greco-ciprioti, il ministro degli Esteri turco negò questa opportunità a Clerides per il timore che Makarios e altri politici greco-ciprioti avrebbero preteso poi ancora maggior tempo.

### Seconda invasione turca (14-16 agosto 1974)
Il ministro degli Esteri turco Turan Güneş aveva dichiarato al suo Primo ministro Bülent Ecevit: «Quando dico "Ayşe deve andare in vacanza" (in lingua turca: Ayşe Tatile Çıksın) intendo dire che le nostre forze armate sono pronte a entrare in azione. Anche se il telefono è sotto controllo, ciò non susciterà alcun sospetto». Un'ora e mezzo dopo il fallimento della conferenza, Turan Güneş chiamò Ecevit e pronunciò quella frase in codice. Il 14 agosto la Turchia lanciò la sua "Seconda Operazione di Pace", assumendo il controllo di circa il 40 per cento di Cipro.
Il Segretario di Stato britannico dell'epoca e presto Primo ministro di Sua Maestà, James Callaghan, più tardi rivelò che il Segretario di Stato americano Henry Kissinger aveva "posto il veto" almeno una volta a un'azione militare britannica per impedire un nuovo sbarco turco. Le truppe di Ankara occuparono ben più di quanto era stato da loro chiesto a Ginevra, spingendosi a sud sino a raggiungere Lurucina.
Nel mentre, un gran numero di greco-ciprioti si trovarono trasformati in rifugiati nella loro stessa patria. Il governo cipriota di Nicosia stima che il loro numero sia stato di circa 200 000 unità, mentre altre fonti fissano a 140 000 o 160 000 la cifra, comunque enorme. Molti di loro furono costretti ad abbandonare le loro case dall'esercito turco: fatto riconosciuto dalla Corte europea dei diritti dell'uomo.
La linea di cessate il fuoco dal 1974 a oggi separa le due comunità dell'isola e ad essa ci si riferisce di norma con l'espressione "Linea Verde".
Al termine del conflitto, i rappresentanti ciprioti e l'ONU acconsentirono al trasferimento a nord dell'isola dei 51 000 turco-ciprioti che non avevano lasciato le loro abitazioni nel sud, se a questo essi avessero voluto acconsentire.
Il Consiglio di Sicurezza delle Nazioni Unite contestò la legalità dell'azione turca, in quanto l'art. 4 del Trattato di Garanzia dava il diritto ai garanti di intraprendere azioni al solo fine di ristabilire lo status quo ante. L'invasione della Turchia tuttavia non salvaguardò la sovranità della Repubblica di Cipro e la sua integrità territoriale, ma ebbe anzi l'effetto opposto: La partizione di Cipro de facto e la creazione di un'entità politica separata nel nord dell'isola.
Il 13 febbraio 1975 la Turchia dichiarò le aree occupate della Repubblica di Cipro uno "Stato Federale Turco", malgrado la condanna universale della comunità internazionale (vedere la Risoluzione del Consiglio di Sicurezza dell'ONU n. 367 del 1975). L'ONU riconosce la sovranità della Repubblica di Cipro secondo i termini che portarono alla sua indipendenza nel 1960. Il conflitto costituisce un grave intralcio alle relazioni tra la Turchia da un lato e Cipro, Grecia e Unione europea dall'altro.

## Atrocità e abusi relativi ai diritti dell'uomo
Furono commesse atrocità contro i civili turco-ciprioti e quelli greco-ciprioti nel corso del conflitto.

### Atrocità contro i turco-ciprioti
Atrocità contro la comunità turco-cipriota furono commesse durante l'invasione dell'isola. Quotidiani dell'epoca riportarono anche le notizie relative l'esodo forzato di turco-ciprioti dalle loro abitazioni. Secondo il giornale The Times, minacce, spari e attentati incendiari furono portati a segno contro i turchi-ciprioti per costringerli ad abbandonare le loro case. Il Daily Express scrisse che "25 000 turchi sono stati già costretti ad abbandonare le proprie case". The Guardian riferì di un massacro di turchi a Limassol il 16 febbraio 1964.
Si ebbero anche carneficine contro i turco-ciprioti durante l'invasione dell'isola, incluso il massacro di Maratha/Muratağa, Santalaris/Sandallar e Aloda/Atlılar, in cui 126 persone furono uccise il 14 agosto 1974, e il massacro di Tokhni/Taşkent. L'elenco delle persone scomparse della Repubblica di Cipro conferma che 83 turco-ciprioti scomparvero a Tokhni il 14 agosto 1974. Un veterano dell'EOKA B, Andreas Dimitriu, dichiarò in un'intervista riportata da un quotidiano turco di lingua inglese che l'EOKA B aveva operato congiuntamente a ufficiali greco-ciprioti al tempo dell'omicidio degli 89 turco-ciprioti a Taşkent. Il Washington Post divulgò un'altra notizia di atrocità, scrivendo che: «In un raid Greco contro un piccolo villaggio turco vicino Limassol 36 persone, su una popolazione complessiva di 200, erano state trucidate. I greco-ciprioti dissero che erano stati impartiti loro ordini di uccidere gli abitanti dei villaggi turco-ciprioti prima dell'arrivo delle forze militari di Ankara».

### Atrocità contro i greco-ciprioti
Circa un terzo della popolazione cipriota fu espulsa dalla parte settentrionale dell'isola, in cui i greco-ciprioti costituivano l'80% della popolazione. La politica turca fu quella di espellere un terzo della popolazione greca dell'isola dalle loro case nella zona settentrionale occupata dai suoi militari, impedendole di tornare e d'insediare al loro posto turco-ciprioti, ed è considerata un esempio di pulizia etnica.
Nel 1976, e ancora nel 1983, la Corte europea dei diritti dell'uomo ha riconosciuto la Turchia colpevole di ripetute violazioni della Convenzione europea per la salvaguardia dei diritti dell'uomo e delle libertà fondamentali. La Turchia è stata condannata per aver impedito il reintegro di rifugiati greco-ciprioti nelle loro proprietà. La relazione della Commissione europea dei diritti umani del 1976 e del 1983 ha stabilito quanto segue:
Greco ciprioti che abitavano in un'enclave della penisola di Karpassia nel 1975 furono oggetto di violazione dei diritti umani da parte dei Turchi, tanto che la Corte Europea dei Diritti Umani riconobbe la Turchia colpevole di violazione di 14 articoli della Convenzione Europea sui Diritti Umani nella sua sentenza sul caso Cipro contro Turchia (no. 25781/94), e ne rimasero meno di 600. Nella medesima sentenza, la Turchia fu riconosciuta colpevole di violazione dei Diritti Umani, avendo autorizzato processi a persone civili da parte di un tribunale militare. Fin dalla invasione turca, un gran numero di turchi furono condotti a nord dall'Anatolia in violazione dell'art. 49

### Persone scomparse
La questione delle persone scomparse fu ripresa nell'estate del 2007, quando una Commissione sulle Persone Scomparse sponsorizzata dalle Nazioni Unite (CMP) iniziò la restituzione dei resti identificati di individui scomparsi ai loro famigliari.
Dal 2004, l'intera questione delle persone scomparse a Cipro era stata ripresa dopo che la Commissione sulle persone scomparse (CMP) iniziò la realizzazione del suo progetto (a partire da agosto 2006) di esumazione, identificazione e restituzione dei resti delle persone scomparse. L'intero progetto venne realizzato con squadre bi-laterali di scienziati ciprioti greci e turchi (archeologi, antropologi e genetisti) sotto la responsabilità della CMP. Entro la fine del 2007, furono identificati 57 individui i cui resti furono resi alle loro famiglie.

### Distruzione dell'eredità culturale
Nel 1989 il governo cipriota denunciò al tribunale un commerciante d'arte americano per ottenere la restituzione di quattro rari mosaici bizantini del VI secolo, che erano "sopravvissuti" ad un editto dell'Imperatore di Bisanzio che imponeva la distruzione di tutte le immagini rappresentanti figure sacre (iconoclastia). Cipro vinse la causa e i mosaici vennero infine restituiti. Nell'ottobre 1997, Aydın Dikmen, che aveva venduto i mosaici, fu arrestato in Germania nel corso di un'incursione della polizia e fu trovato in possesso di una collezione contenente mosaici, affreschi e icone datati dai secoli VI, XII e XV, per un valore totale di oltre 50 milioni di dollari. I mosaici, riproducenti i santi Taddeo e Tommaso, sono provenienti dall'abside della chiesa della Panaghia Kanakaria a Lythrangomi, mentre gli affreschi, tra i quali un Giudizio universale e l'Albero di Jesse, erano stati prelevati dai muri nord e sud del Monastero di Antiphonitis, eretto tra il XII e il XV secolo.
Secondo le accuse di un greco cipriota, fin dal 1974, almeno 54 chiese erano state convertite in moschee ed altre 50 tra chiese e monasteri erano stati trasformati in stalle, magazzini, ostelli, musei o erano stati distrutti. Secondo un portavoce del governo della repubblica de facto del Nord Cipro, ciò è avvenuto per preservare gli edifici dal cadere in rovina.
Nel gennaio 2011 il cantante inglese Boy George restituì un'icona di Cristo del XVIII secolo alla Chiesa ortodossa di Cipro, che era stata acquistata senza conoscerne la provenienza. L'icona, che aveva adornato la sua casa per 27 anni, era stata oggetto di saccheggio della chiesa di San Caralambo nel villaggio di Neo Chorio, presso Kythrea nel 1974. L'icona fu mostrata dai funzionari ecclesiastici durante un'intervista televisiva a Boy George, presso casa sua. La chiesa aveva contattato il cantante che si era dichiarato d'accordo a restituire l'icona alla chiesa dei Santi Cosma e Damiano di Highgate, a nord di Londra.

### Coloni turchi
Come risultato dell'invasione turca, l'Assemblea Parlamentare del Consiglio d'Europa stabilì che la struttura demografica dell'isola è stata continuamente modificata per deliberata politica dei Turchi. A seguito dell'invasione del nord dell'isola, giunsero su di essa coloni turchi. Nonostante il mancato consenso, tutte le parti in causa ammisero che persone di nazionalità turca iniziarono ad arrivare nella parte settentrionale dell'isola nel 1975. Si calcolò che 120 000 coloni furono trasferiti dalla terraferma turca in Cipro. Tutto ciò nonostante l'articolo 49 della Quarta Convenzione di Ginevra proibisca a chi occupa un paese di trasferire o deportare parte della propria popolazione civile nei territori occupati.
La Risoluzione delle Nazioni Unite 1987/19 della Sottocommissione sulla Prevenzione contro la Discriminazione e per la Protezione delle Minoranze, che venne adottata il 2 settembre 1987, chiedeva «...il completo ripristino dei diritti umani della popolazione cipriota, comprese la libertà di movimento, la libertà di stabilimento e i diritti di proprietà» ed esprimeva anche «...che ciò riguardava anche la politica e la pratica dello stabilimento di coloni nei territori di Cipro occupati militarmente che costituisce una forma di colonialismo ed un tentativo di cambiare illegalmente la struttura demografica di Cipro»
In un rapporto preparato da Mete Hatay per conto del PRIO, il centro di pace di Oslo, il numero dei cittadini di origine turca che avevano il diritto di voto era di 37 000 Questa cifra escludeva i cittadini sposati con ciprioti di origine turca o figli di coloni locali come i minorenni. Il rapporto stimava anche il numero dei turchi presenti sull'isola che non avrebbero avuto il diritto di voto, denominati "transienti" in oltre 105 000

## Opinioni

### Opinioni turco-cipriote
L'arcivescovo Makarios III cita l'opinione turco cipriota, che comunque non approvava il suo governo, che almeno non era d'accordo su un'immediata Enōsis (L'unione di Cipro alla Grecia). Makarios, nel suo discorso al Consiglio di Sicurezza delle Nazioni Unite, definì il colpo che lo aveva destituito come «Una invasione di Cipro da parte della Grecia» e affermò che non vi erano prospettive di successo nei colloqui volti a risolvere la questione fra i greci e i turco ciprioti, fin tanto che i capi responsabili del colpo, sponsorizzati e sostenuti dalla Grecia, fossero rimasti al potere.
Nella Risoluzione n. 573 il Consiglio d'Europa sostenne la legalità dell'invasione turca in base all'articolo 4 del Trattato di Garanzia del 1960, che consente alla Turchia, alla Grecia ed al Regno Unito di intervenire militarmente ed unilateralmente in caso di fallimento di una risposta multilaterale alla crisi cipriota. La corte di Appello di Atene stabilì inoltre nel 1979 che l'invasione turca era legale e che «...i veri colpevoli ... sono gli ufficiali greci che progettarono e misero in atto il colpo di Stato e realizzarono così le condizioni per l'invasione».

### Opinioni greco-cipriote
I greco-ciprioti hanno sostenuto che l'invasione e le conseguenti azioni turche sono state una manovra diplomatica, incoraggiata da militanti turchi ultranazionalisti per giustificare il panturchismo espansionista. Essi hanno anche criticato il percepito fallimento dell'intervento turco per ottenere o giustificare i loro scopi (protezione della sovranità, integrità ed indipendenza della Repubblica di Cipro), sostenendo che le intenzioni turche erano, fin dall'inizio, quelle di creare uno stato di Cipro del Nord.
I greco-ciprioti hanno inoltre sostenuto che la seconda ondata dell'invasione turca ebbe luogo nell'agosto 1974, anche dopo che la Dittatura dei colonnelli era crollata il 24 luglio 1974 e il governo della Repubblica di Cipro era stato ricostituito sotto Glafkos Clerides, e quindi il secondo intervento turco non era giustificato come lo era stato il primo, che aveva provocato il collasso della giunta militare greca.
La presenza di 40 000 soldati turchi a Cipro del Nord dopo l'invasione è stata anche criticata come violazione delle Risoluzioni della Nazioni Unite.
Nella Risoluzione del Consiglio di Sicurezza delle Nazioni Unite n. 353, adottato all'unanimità il 20 luglio 1974, in risposta all'invasione turca di Cipro, si chiede l'immediato ritiro di qualsivoglia personale militare straniero presente nella Repubblica di Cipro in violazione al paragrafo 1 della Carta delle Nazioni Unite.
La Risoluzione n. 360 del Consiglio di Sicurezza delle Nazioni Unite, adottata il 16 agosto 1974 ha dichiarato il rispetto per la sovranità, indipendenza e integrità territoriale della Repubblica di Cipro ed ha formalmente rammentato la sua disapprovazione delle azioni militari unilaterali prese contro di esse dai turchi.

## Negoziati e altri sviluppi

### Negoziati
Le decisioni del Consiglio di Sicurezza delle Nazioni Unite per l'immediato ed incondizionato ritiro di tutte le truppe straniere da Cipro ed il ritorno sicuro dei profughi alle loro case non sono state seguite dai Turchi e dal TRNC. Turchi e TRNC difendono la loro posizione, sostenendo che un loro ritiro avrebbe condotto alla ripresa dei conflitti locali con battaglie e uccisioni.
Negoziati per trovare una soluzione al problema di Cipro hanno avuto luogo fin dal 1964. Tra il 1974 e il 2002, la parte turco-cipriota, (controllata in effetti dal governo turco) era vista dalla comunità internazionale come la parte che rifiuta una soluzione equilibrata.
Dal 2002, secondo gli ufficiali statunitensi e britannici, la situazione si è rovesciata ed ora era la parte greco-cipriota che rifiutava un piano che prevedeva lo scioglimento della Repubblica di Cipro senza garantire il ritiro delle forze militari d'occupazione turche. L'ultimo Piano Annan per Cipro volto a riunificare l'isola, appoggiato da Stati Uniti, Regno Unito e Turchia fu accettato in un referendum da parte dei turco-ciprioti, ma respinto a larga maggioranza dai greco-ciprioti, dopo che la leadership greco cipriota e la Chiesa Ortodossa Greca avevano caldamente invitato i greco-ciprioti a votare No nel referendum.
Il 24 aprile 2004 i greco ciprioti respinsero con referendum il piano proposto dal Segretario generale delle Nazioni Unite Kofi Annan per la composizione della vertenza su Cipro. Il piano, che fu approvato con una maggioranza di due a uno dai turco-ciprioti in un separato ma contemporaneo referendum, avrebbe creato una Repubblica Unita di Cipro ed assicurato all'intera isola i benefici che sarebbero derivati dall'ingresso dell'Unione nella Comunità Europea a partire dal 1º maggio. Questo piano contemplava uno stato unico cipriota costituito dalla federazione di due stati, uno greco-cipriota ed uno turco-cipriota. Più della metà dei greco-ciprioti che erano sfollati nel 1974 ed i loro discendenti avrebbero ottenuto il recupero delle loro proprietà ed avrebbero vissuto in esse sotto un'amministrazione greco-cipriota entro un periodo tra i 32 e 42 mesi dopo l'entrata in vigore dell'accordo. Coloro per i quali non fosse stato possibile recuperare le proprietà avrebbero ricevuto un indennizzo in denaro.
L'intera isola entrò nella Comunità Europea il 1º maggio 2004 ancora divisa, sebbene l'Acquis comunitario europeo - il corpo dei diritti e doveri comuni - si applichi solo alle aree sotto il diretto controllo del governo, e rimane sospeso nelle aree occupate militarmente dai Turchi ed amministrate da turco-ciprioti. Tuttavia i turco-ciprioti in grado di documentare il loro diritto ad essere cittadini della Repubblica di Cipro godono dei medesimi diritti previsti per i cittadini dell'UE. Nicosia continua ad opporsi agli sforzi della Comunità Europea di stabilire affari diretti e collegamenti economici con Cipro settentrionale come un mezzo per incoraggiare la comunità turco-cipriota a continuare a sostenere la risoluzione della disputa di Cipro.
Dopo il fallimento di ulteriori trattative sulla riunificazione tenutesi in Svizzera sino al 2017, oggi il governo turco cipriota e quello turco hanno abbandonato il progetto di un'isola unificata e perseguono la soluzione dei due stati.

## Dichiarazione della Repubblica Turca del Nord di Cipro
Nel 1983 l'amministrazione della zona nord controllata dai turchi dichiarò la propria indipendenza con il nome di Repubblica Turca del Nord Cipro. Immediatamente dopo tale dichiarazione il Regno Unito organizzò un incontro presso il Consiglio di Sicurezza delle Nazioni Unite per condannare la dichiarazione come "non valida". La Risoluzione del Consiglio di Sicurezza n. 541 (1983) considerò il «...tentativo di creare una Repubblica Turca del Nord di Cipro non valido e peggiorativo della situazione cipriota». Esso continua dicendo di «...considerare la dichiarazione di cui sopra come non legalmente valida» e ne chiedeva il ritiro.

### Ritorno di Varosha
L'anno successivo (1984) la Risoluzione delle Nazioni Unite n. 550 condannava lo scambio di ambasciatori tra Turchia e TRNC e aggiungeva che il Consiglio di Sicurezza «Considera i tentativi di insediare in qualunque parte di Varosia persone diverse dai suoi abitanti inammissibile e chiede il trasferimento di questa zona sotto l'Amministrazione delle Nazioni Unite».
Ai nostri giorni né la Turchia né la TRNC hanno dato seguito alle risoluzioni ONU e Varosha resta disabitata.
Il 22 luglio 2010 la Corte Internazionale di Giustizia delle Nazioni Unite ha deciso che «Le leggi internazionali non contengono divieti di dichiarazioni di indipendenza». In risposta a quest'indirizzo legalmente non vincolante, il Ministro tedesco degli Affari Esteri Guido Westerwelle disse che «...questo non ha nulla a che fare con qualsiasi altro caso nel mondo», compresa Cipro.